# 紫花雪山报春
紫花雪山报春（学名：Primula chionantha）为报春花科报春花属下的一个种。生长于高山草地、草甸、流石滩和杜鹃丛中，海拔3000-4400米。